# 하라야마 가이리
하라야마 가이리(일본어: 原山 海里, 1997년 11월 1일~)는 일본의 축구 선수이다.

## 구단 경력
그는 2020년 J3리그의 이와테 그루자 모리오카에 입단했다. 2021년 블라우블리츠 아키타로 이적했다. 2022년부터 2023년까지 일본 풋볼 리그의 미네베아 미쓰미 FC에서 뛰었다. 2023년후 현역 은퇴.